# Pysslinglåsbräken
Pysslinglåsbräken (Botrychium tenebrosum) är en växtart i familjen låsbräkenväxter. 
Den liknar dvärglåsbräken men skiljer sig genom att den sterila bladskivan är fäst vid växtens mitt.
Arten är endast känd från ett fåtal lokaler i Nordamerika, Schweiz och Norden. Den är listad som starkt hotad.